# Novoivanivskîi (monument al naturii)
Novoivanivskîi  (în ucraineană Новоіванівський) este un monument al naturii de tip botanic de importanță locală din raionul Bolgrad, regiunea Odesa (Ucraina), situat lângă satul Ivăneștii Noi.  
Suprafața ariei protejate constituie 2 de hectare, fiind creată în anul 1993 prin decizia comitetului executiv regional.